# Eugenio de Saboya

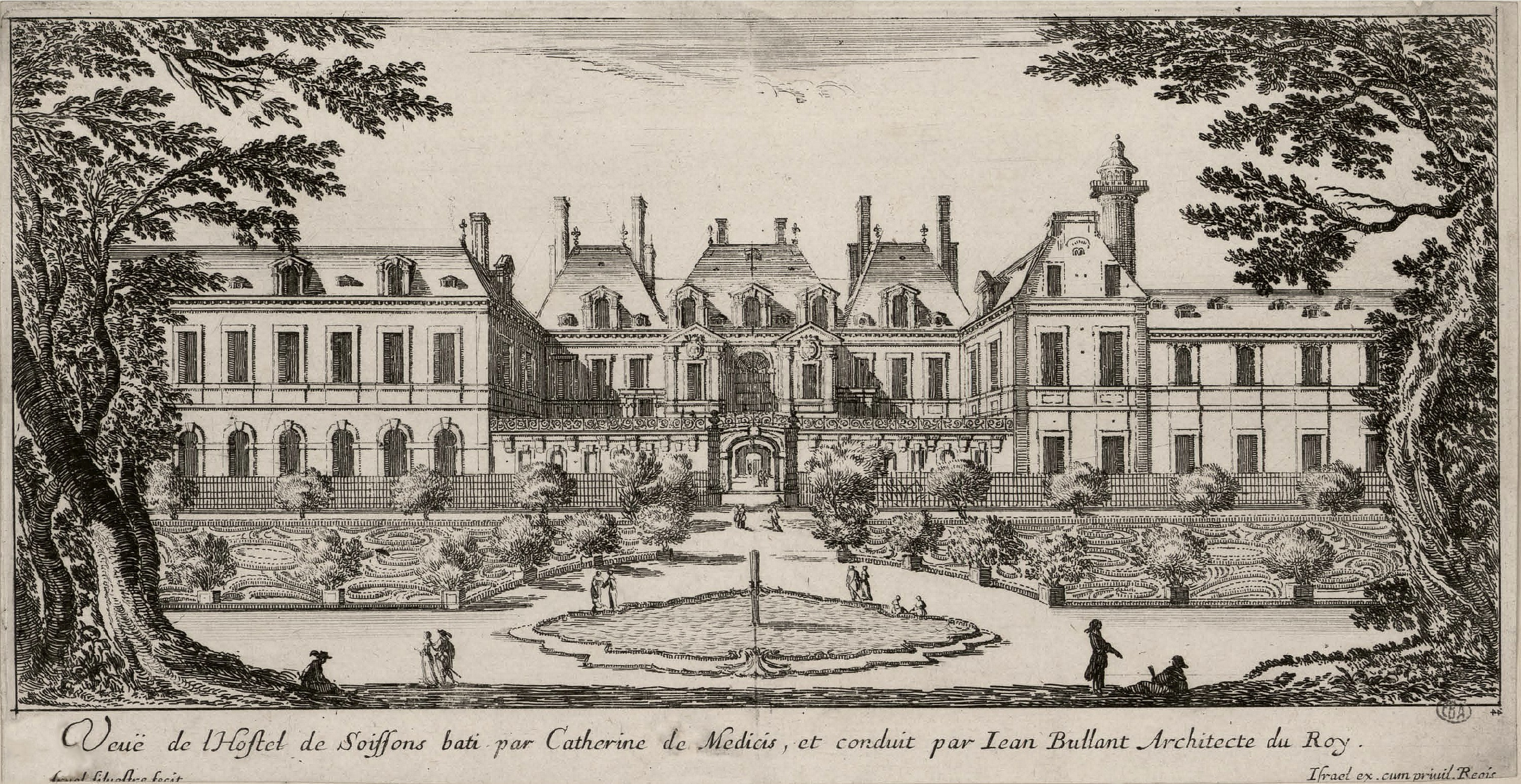
Hotel Soissons, lugar de nacimiento de Eugenio. Lámina de Israel Silvestre, en 1650.

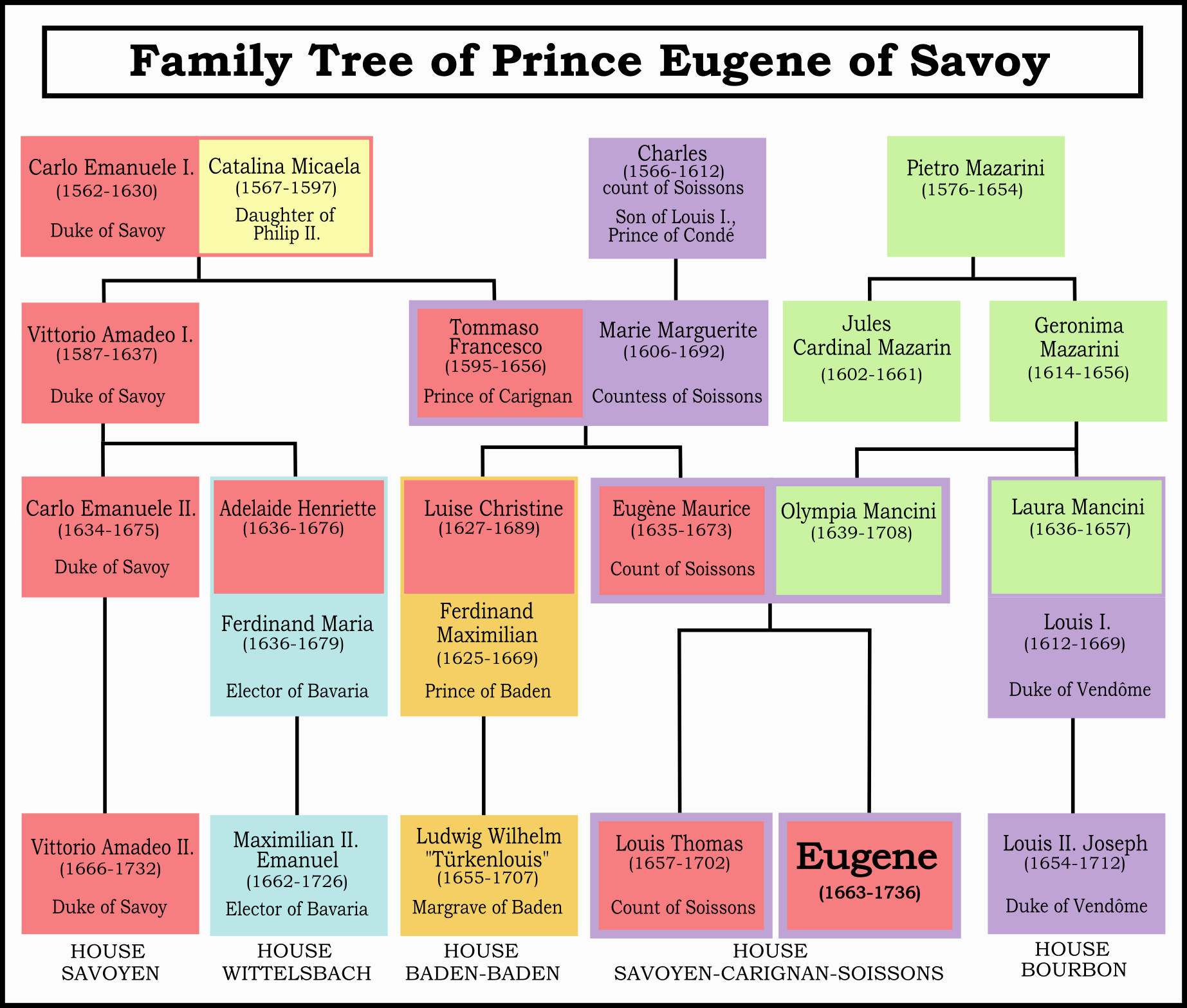
Genealogía del príncipe Eugenio.

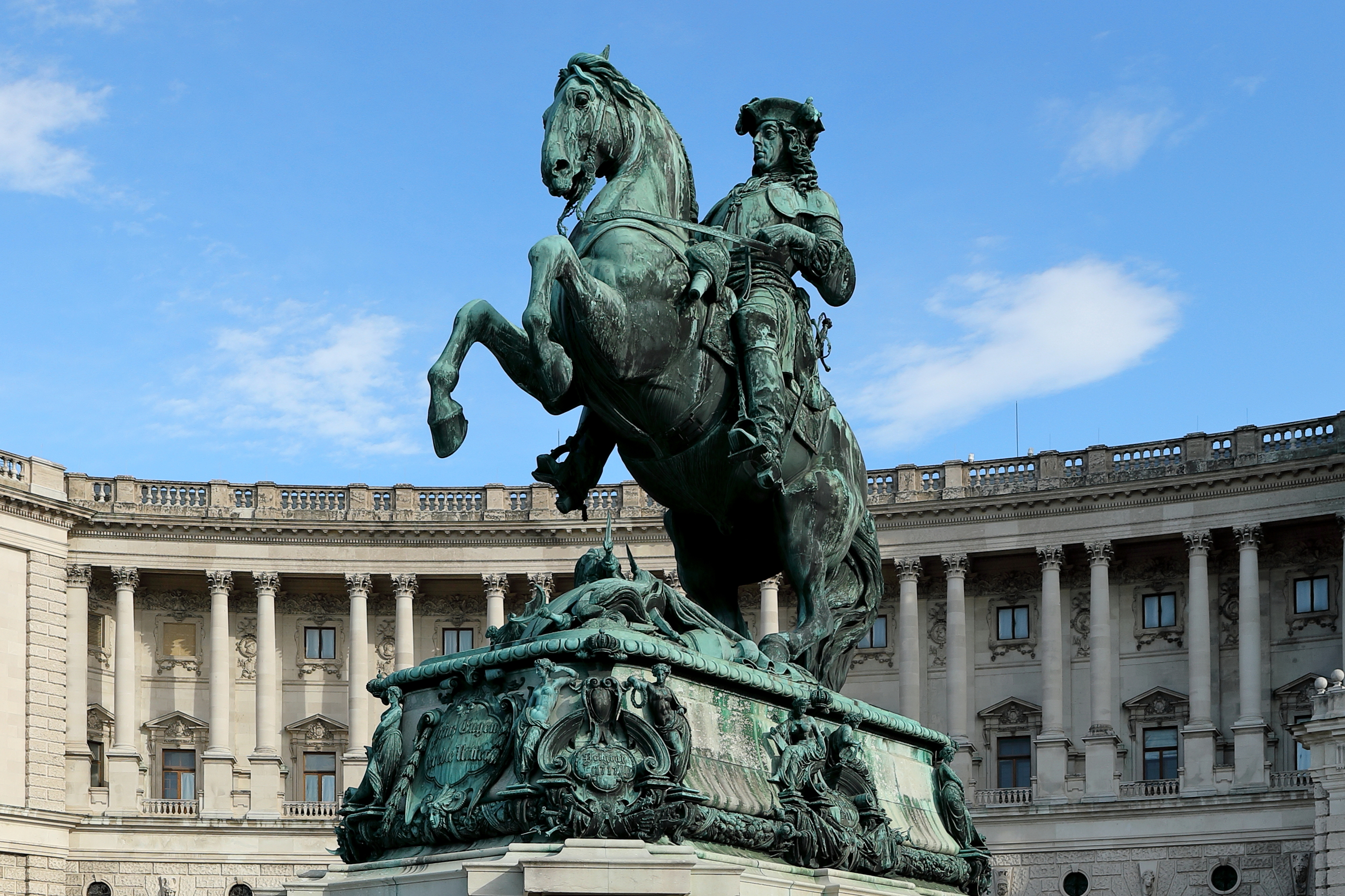
Monumento al príncipe Eugenio en la plaza de los Héroes (Heldenplatz) en Viena.

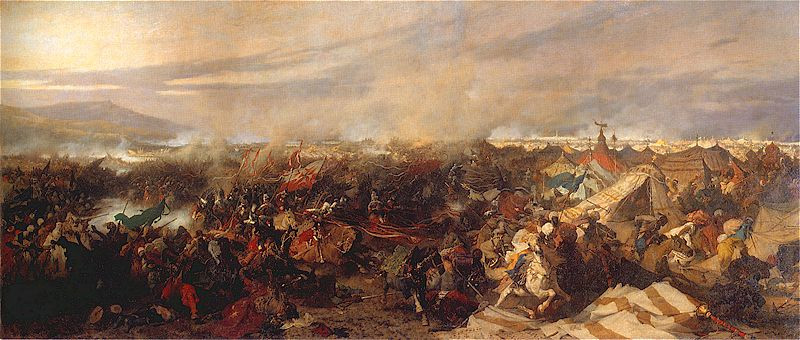
Batalla de Viena, o de Kahlenberg, pues se llevó a cabo en este monte vienés.

Europa después de los tratados de Utrecht y de Rastatt:
Ganancias de los Habsburgo (Países Bajos españoles, reinos de Nápoles y Cerdeña y Ducado de Milán)
Ganancias de Saboya (reino de Sicilia, intercambiado en 1720 por Cerdeña).
Ganancias británicas (Menorca y Gibraltar)
Ganancias prusianas (parte del Alto Güeldres)

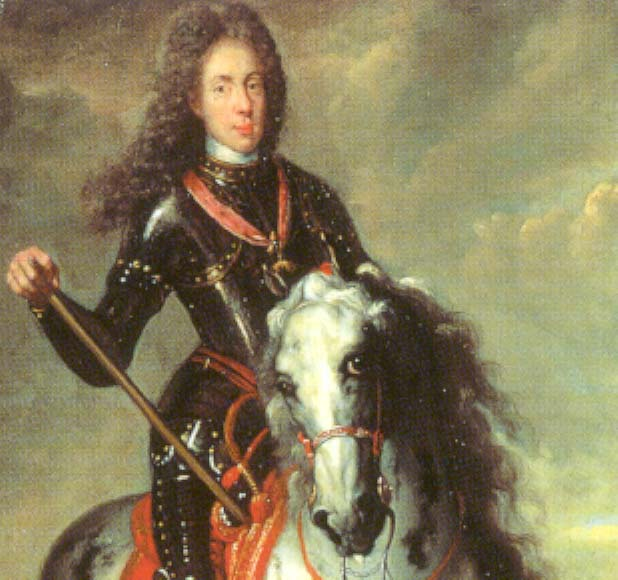
Eugenio de Saboya-Carignano.

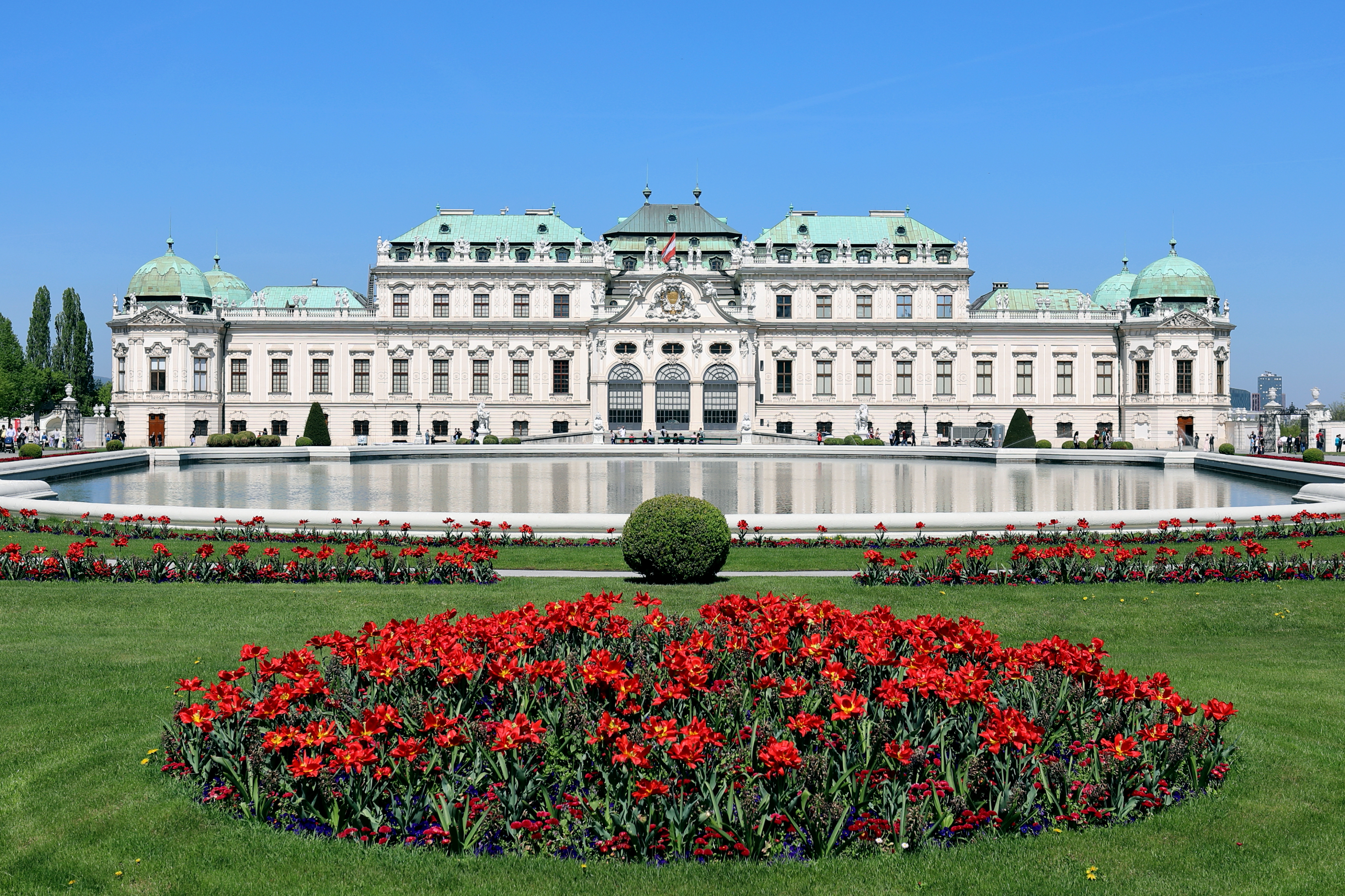
Palacio Belvedere, la residencia vienesa del príncipe.

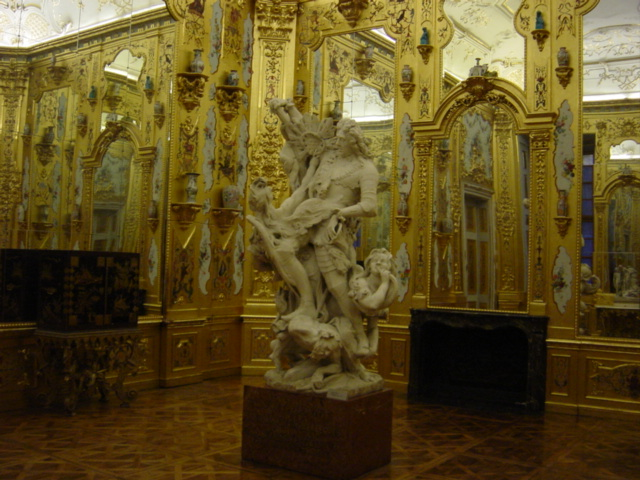
Eugenio de Saboya en una escultura como el "Príncipe del Sol".

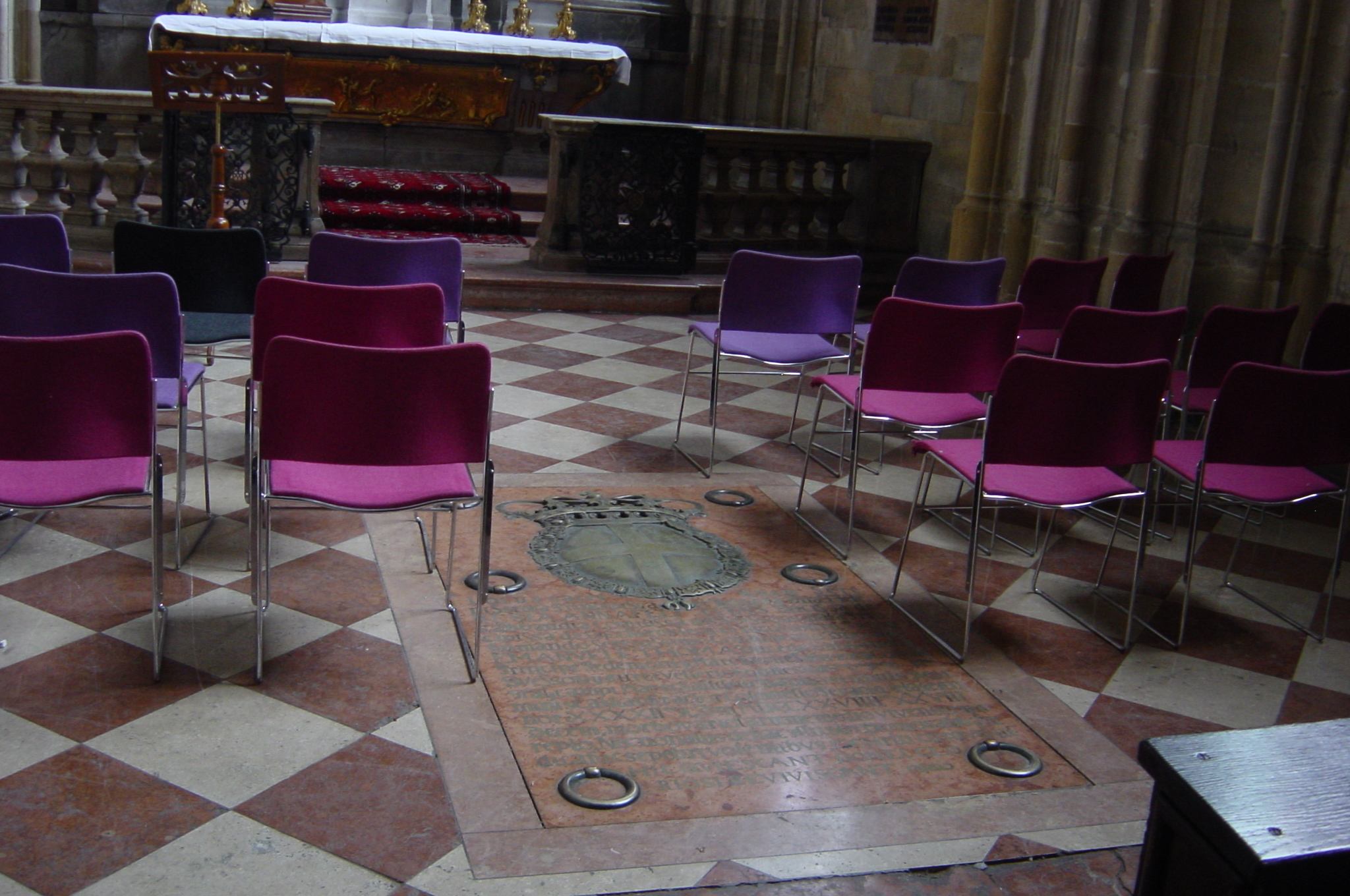
Su tumba en Viena, en la Catedral de San Esteban.

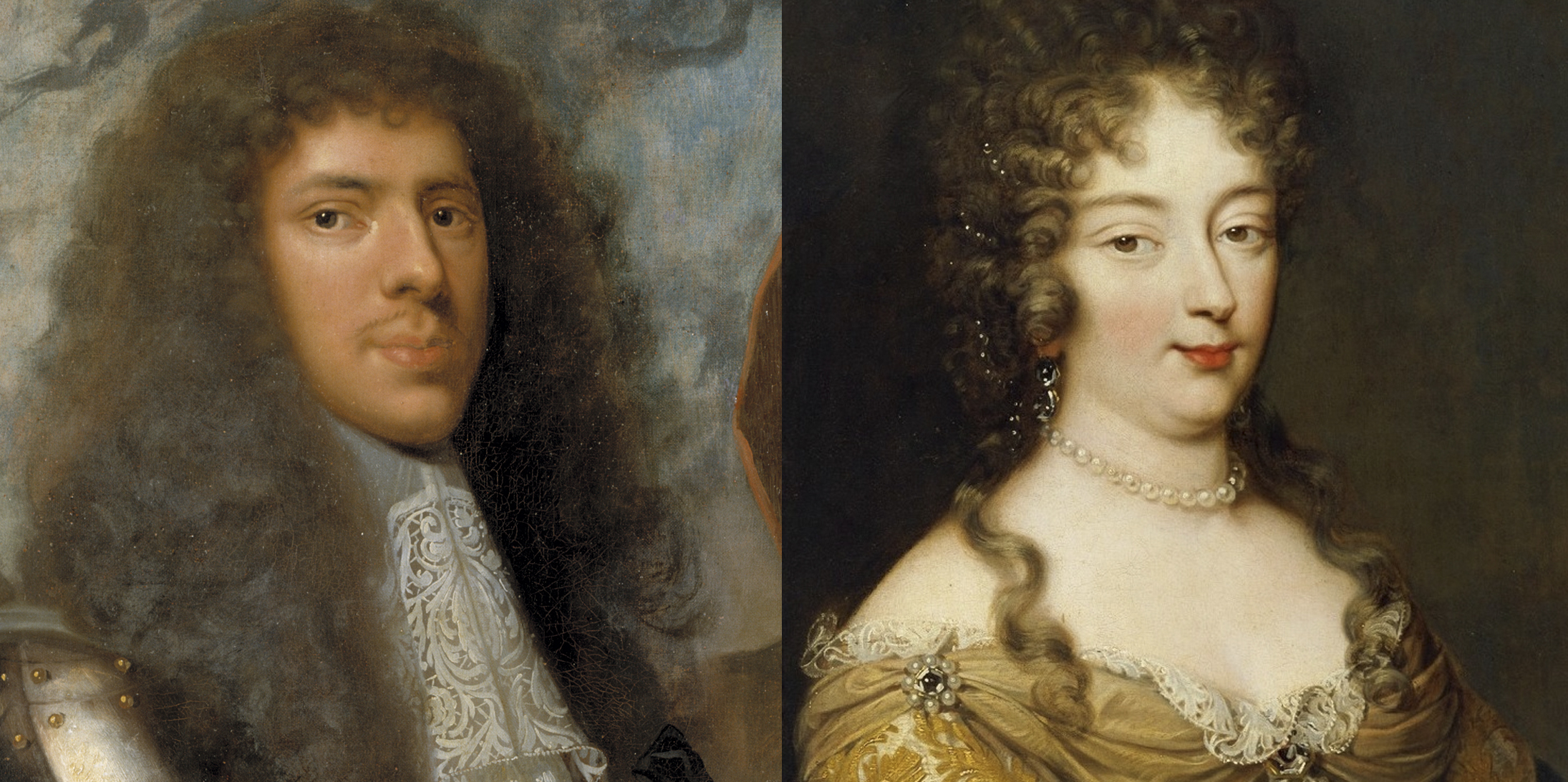
Eugenio Mauricio y Olimpia Mancini, condes de Soissons, padres del príncipe Eugenio.

El Príncipe Eugenio Francisco de Saboya (en francés: Eugène de Savoie, en alemán: Prinz Eugen von Savoyen, en húngaro: Savoyai Jenő; 18 de octubre de 1663 en París-21 de abril de 1736 en Viena) fue uno de los más brillantes generales que sirvió a Austria durante las guerras en las que los otomanos fueron expulsados de los territorios austríacos, húngaros y serbios a finales del siglo XVII.
Nacido en París, Eugenio se educó en la corte del rey Luis XIV de Francia. Siguiendo la costumbre de que los hijos menores de las familias nobles fueran destinados al sacerdocio, el Príncipe fue preparado inicialmente para una carrera clerical, pero a los 19 años ya se había decidido por la carrera militar. Debido a su escaso físico y porte, y tal vez a un escándalo relacionado con su madre, Olimpia, fue rechazado por Luis XIV para servir en el ejército francés. Eugenio se trasladó a Austria y transfirió su lealtad al Sacro Imperio Romano Germánico.
En una carrera que abarca seis décadas, Eugenio sirvió a tres emperadores del Sacro Imperio Romano Germánico: Leopoldo I, José I y Carlos VI. Sus primeras experiencias en combate fueron contra los otomanos en el Sitio de Viena en 1683 y la posterior Guerra de la Santa Liga, antes de servir en la Guerra de los Nueve Años, en la que luchó junto a su primo, el Duque de Saboya. La fama del príncipe se afianzó con su decisiva victoria contra los otomanos en la Batalla de Zenta en 1697, lo que le valió fama en toda Europa. Eugenio mejoró su posición durante la Guerra de Sucesión Española, donde su asociación con Duque de Marlborough aseguró victorias contra los franceses en los campos de Blenheim (1704), Oudenarde (1708), y Malplaquet (1709); Obtuvo más éxitos en la guerra como comandante imperial en el norte de Italia, sobre todo en la Batalla de Turín (1706). La reanudación de las hostilidades contra los otomanos en la Guerra austro-turca consolidó su reputación, con victorias en las batallas de Petrovaradin (1716), y el encuentro decisivo en el  Asedio de Belgrado en 1717. 
A finales de la década de 1720, la influencia de Eugenio y su hábil diplomacia lograron asegurar al emperador poderosos aliados en sus luchas dinásticas con la casa de Borbón; pero, física y mentalmente frágil en sus últimos años, Eugenio disfrutó de menos éxito como comandante en jefe del ejército durante su último conflicto, la Guerra de Sucesión polaca. No obstante, en Austria, la reputación de Eugenio sigue siendo inigualable. Aunque las opiniones difieren en cuanto a su carácter, no hay discusión sobre sus grandes logros: ayudó a salvar el Imperio de los Habsburgo de la conquista francesa; rompió el empuje hacia el oeste de los otomanos, liberando partes de Europa tras siglo y medio de ocupación turca; y fue uno de los grandes mecenas de las artes cuyo legado edilicio aún puede verse hoy en Viena. Eugenio murió mientras dormía en su casa el 21 de abril de 1736, a la edad de 72 años.

## Familia y juventud

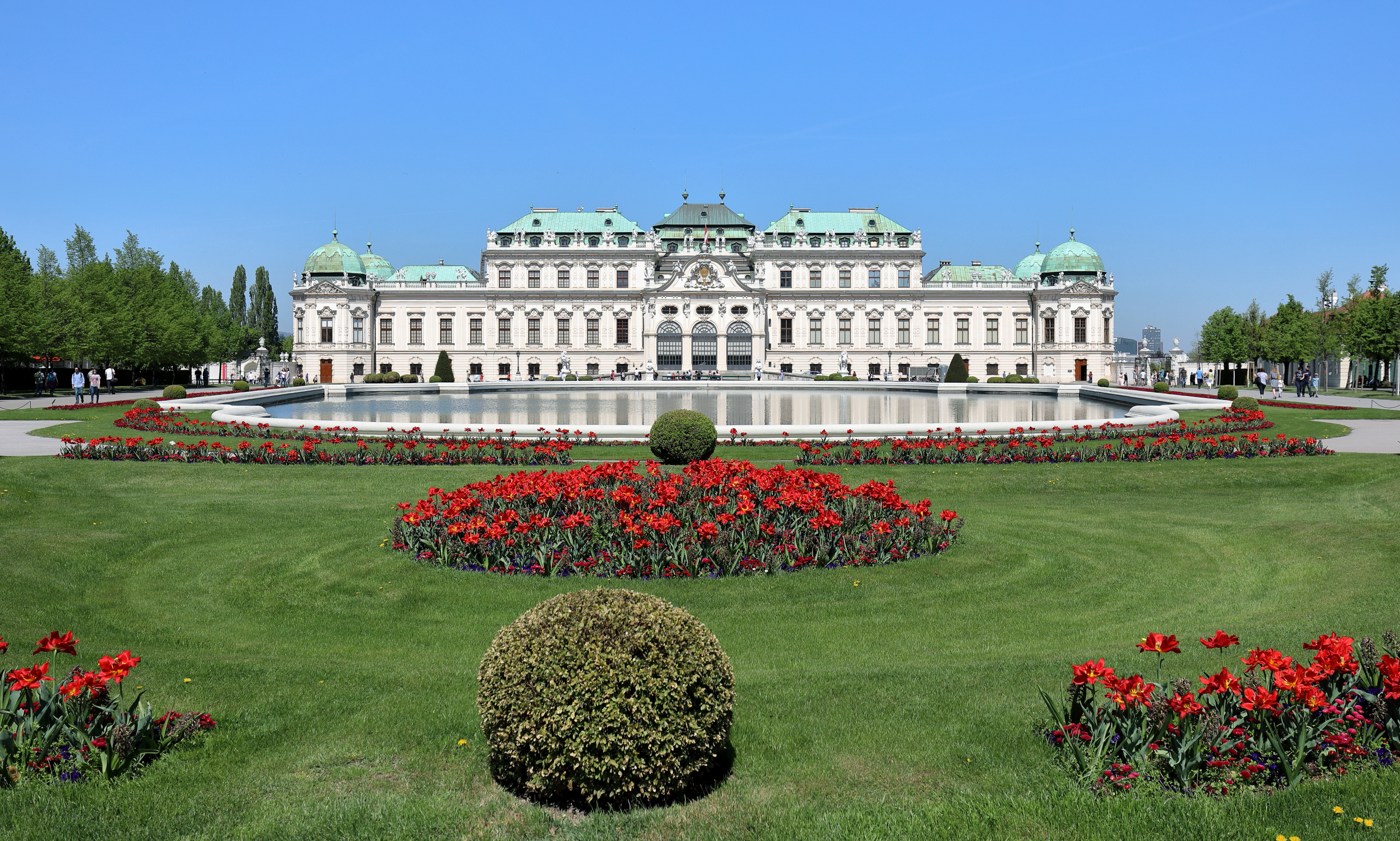
Descripción:Vista sur del Belvedere superior en el tercer distrito de Viena, Landstraße. El príncipe Eugenio de Saboya hizo construir el complejo palaciego barroco según los planos de Johann Lukas von Hildebrandt. El Belvedere superior sirvió como palacio representativo y de festivales y fue construido entre 1717 y 1723. Antes de eso, hizo construir el Bajo Belvedere como residencia de verano de 1712 a 1716. Actualmente (2018) el Belvedere inferior y el superior son utilizados por la Galería Austriaca Belvedere.

Era el quinto hijo del príncipe Eugenio Mauricio de Saboya-Carignano, conde de Soissons, general y gobernador de Luis XIV, y de Olympia Mancini, así como sobrino segundo del cardenal Mazarino. En la época se rumoreaba que Olympia había sido realmente embarazada por el rey francés. Se crio en la corte de Luis XIV y estaba destinado a la carrera eclesiástica, siendo niño ya poseía dos abadías en 1678. No obstante, se inclinaba más por la carrera militar y solicitó el mando de un batallón, que le fue denegado por Luis XIV, alegando que era enjuto y de corta estatura. Probablemente, también porque su madre vivía desde hacía tres años en el destierro acusada de haber envenenado a su esposo.
En su juventud, Eugenio formó parte del círculo del Abate de Choisy. Tras el rechazo a sus peticiones de mando de un batallón, Eugenio escapó de la corte francesa y sirvió voluntariamente en el ejército austríaco como oficial en 1683. Mantuvo un odio permanente con Luis XIV y pasaría el resto de su vida oponiéndose a la ambición francesa sobre Europa.

## Años iniciales (1663-1699)

### Hôtel de Soissons
El príncipe Eugenio nació en el Hôtel de Soissons de París el 18 de octubre de 1663. Su madre, Olympia Mancini, era una de las sobrinas del cardenal Mazarino, a quien el cardenal había traído a París desde Roma en 1647 para promover sus ambiciones (y, en menor medida, las de ellos). Las Mancinis se criaron en el Palais-Royal junto al joven Luis XIV, con quien Olimpia entabló una íntima relación. Sin embargo, para su gran decepción, su oportunidad de convertirse en reina pasó de largo y, en 1657, se casó con Eugenio Mauricio, conde de Soissons, conde de Dreux y príncipe de Saboya.
Juntos habían tenido cinco hijos (Eugenio era el menor) y tres hijas, pero ninguno de los padres pasaba mucho tiempo con los niños: el padre, un oficial general francés, pasaba gran parte de su tiempo fuera haciendo campaña, mientras que la pasión de Olimpia por las intrigas de la corte hacía que los niños recibieran poca atención por su parte.
El rey permaneció muy unido a Olimpia, hasta el punto de que muchos creyeron que eran amantes, pero sus intrigas acabaron provocando su caída. Tras caer en desgracia en la corte, Olimpia recurrió a  Catherine Deshayes (conocida como La Voisin), y a las artes de la magia negra y la astrología. Fue una relación fatal. Se vio envuelta en el  "Affaire des poisons"; abundaron las sospechas sobre su implicación en la prematura muerte de su marido en 1673, e incluso la implicaron en un complot para matar al propio rey. Sea cual fuere la verdad, Olimpia, en lugar de enfrentarse a un juicio, huyó de Francia a Bruselas en enero de 1680, dejando a Eugenio al cuidado de su abuela paterna, María de Borbón-Soissons, y de su tía paterna, Luisa Cristina de Saboya, princesa heredera consorte de Baden, madre del príncipe Luis de Baden.
Desde la edad de diez años, Eugenio había sido educado para una carrera en la iglesia, ya que era el más joven de su familia. La apariencia de Eugenio no era impresionante, "Nunca fue bien parecido ..." escribió la Duquesa de Orleans, "Es cierto que sus ojos no son feos, pero su nariz arruina su cara; tiene dos grandes dientes que son visibles en todo momento". Según la duquesa, casada con el hermano bisexual de Luis XIV, el Duque de Orleans, Eugenio llevaba una vida de "libertinaje" y pertenecía a un pequeño grupo afeminado que incluía al famoso abate travestido François-Timoléon de Choisy. En febrero de 1683, para sorpresa de su familia, Eugenio, de 19 años, declaró su intención de alistarse en el ejército. Eugenio solicitó directamente a Luis XIV el mando de una compañía al servicio de Francia, pero el rey —que no había mostrado compasión por los hijos de Olimpia desde su desgracia— lo rechazó de plano. "La petición era modesta, no así el peticionario", comentó. "Nunca nadie se atrevió a mirarme tan insolentemente". Sea como fuere, la elección de Luis XIV le costaría cara veinte años más tarde, pues sería precisamente Eugenio, en colaboración con el duque de Marlborough, quien derrotaría al ejército francés en Blenheim, una batalla decisiva que puso en jaque la supremacía militar y el poder político franceses.
Al negársele una carrera militar en Francia, Eugenio decidió buscar servicio en el extranjero. Uno de los hermanos de Eugenio, Luis Julio, había entrado en el servicio imperial el año anterior, pero había muerto inmediatamente luchando contra el Imperio otomano en 1683. Cuando la noticia de su muerte llegó a París, Eugenio decidió viajar a Austria con la esperanza de hacerse cargo del mando de su hermano. No era una decisión antinatural: su primo,  Luis de Baden, ya era un destacado general del ejército imperial, al igual que un primo más lejano, Maximiliano II Emanuel de Baviera. En la noche del 26 de julio de 1683, Eugenio dejó París y se dirigió al este. Años más tarde, en sus memorias, Eugenio recordó sus primeros años en Francia:

## Eugenio como oficial del Sacro Imperio Romano Germánico

### Expulsión de los turcos de Viena
Desairado en sus pretensiones, ofreció sus servicios al emperador del Sacro Imperio Romano Germánico Leopoldo I de Habsburgo. En julio de 1683 tuvo noticia de que su hermano, el coronel Luis Julio de Saboya, había caído en Petronell luchando contra los tártaros de Crimea. Con la esperanza de obtener el regimiento de dragones que mandaba su hermano, se dirigió a Passau (Baviera) para entrevistarse con el emperador Leopoldo I, quien le nombró oficial. El emperador germánico no le concedió el mando solicitado, por lo que el joven teniente coronel se alistó en las tropas que fueron a socorrer a Viena, la cual se encontraba en ese momento asediada por los turcos (1683). Así, Eugenio tomó parte en la batalla de Kahlenberg junto a su primo Luis Guillermo de Baden, apodado Luis el turco.
Las batallas resultaron victoriosas para el Sacro Imperio y los turcos se vieron forzados a huir hacia el este, refugiándose en los territorios húngaros y abandonando los austríacos.

### Ocupación de los territorios húngaros y expulsión de los turcos
De inmediato, ante el debilitamiento turco otomano, el emperador germánico Leopoldo I vería la oportunidad perfecta para recuperar los territorios húngaros que se hallaban en manos turcas desde 1526. Así, enviaría sus ejércitos comandados por Eugenio de Saboya y en 1686 lograrían ocupar la ciudad de Buda, capital del reino húngaro. Se sucederían después una serie de batallas a lo largo del territorio húngaro, incluyendo la toma de Belgrado en 1688.
Ya en 1683 había sido nombrado coronel de su propio regimiento de dragones y a partir de entonces fue ascendiendo en la escala militar hasta llegar a general de caballería en 1690 y mariscal de campo en 1693.
En 1696 mandaba el ejército imperial en el norte de Italia y un año después dirigió la contraofensiva en Hungría contra los turcos. Su fama de estratega la adquirió con la victoria decisiva que consiguió en la batalla de Zenta (1697), al aniquilar al grueso del ejército otomano cuando cruzaba un río. Acto seguido conquistó Sarajevo, mandando incendiar la ciudad, hecho que hoy todavía se recuerda. El sultán turco se vio obligado a firmar la paz de Carlowitz en 1699 y, como consecuencia de esta campaña, la parte de Hungría ocupada por los turcos, Transilvania y Eslavonia pasó a dominio austriaco. Con esto se consumaría la expulsión de los turcos del territorio húngaro y sus dependencias, y de esta forma, estos pasarían en su totalidad a manos del emperador germánico, quien se haría coronar como rey de Hungría.

### Guerra de sucesión española
Durante la guerra de sucesión española, el príncipe Eugenio fue comandante de las tropas del emperador en el norte de Italia, donde se libraron las batallas de Carpi en 1701, Cremona y Luzzara en 1702. Junto con el jefe inglés de la Alianza antifrancesa, el duque de Marlborough, se lograron brillantes victorias en la batalla de Blenheim (o de Höchstädt) (1704), Ramillies (1706, solo Marlborough), Turín (1706, solo el príncipe Eugenio), Oudenarde (1708) y Malplaquet (1709).
Hizo un viaje a Inglaterra para asegurar la alianza entre Alemania e Inglaterra, pero no logró su propósito.
Terminada la guerra por el Tratado de Rastatt en 1714, fue gobernador de los Países Bajos austriacos, hasta que rota la paz con los turcos, marchó contra ellos venciendo a un ejército de 150 000 otomanos en la batalla de Petrovaradin (1716). En 1734 tuvo que intervenir en la Guerra de Sucesión de Polonia, aunque por poco tiempo, pues era ya demasiado anciano para las duras ocupaciones de la guerra.

## Últimos años
En 1703, mandó a construir en Viena el Stadtpalais según planos de Johann Bernhard Fischer von Erlach. En 1726 compró el palacio Hof, en Marchfeld, y a su arquitecto favorito Johann Lukas von Hildebrandt le encargó el Belvedere, que se edificó en dos etapas, la primera en 1714 y la segunda a partir de 1721, un palacio barroco en el 3.er distrito de Viena. La construcción de este palacio se prolongó hasta 1723.
Su notable colección de libros, llamada 'Eugeniana', está alojada en el fastuoso salón de la Biblioteca Nacional de Austria. Estuvo relacionado con los filósofos de su época, como Leibniz, Montesquieu y Voltaire. Eugenio era muy popular entre sus soldados, pues solía marchar al frente de ellos a las batallas, donde resultó herido trece veces. También era apreciado por su servidumbre gracias a su consideración y gentileza (por ejemplo, daba trabajo a los jardineros incluso en invierno).
Eugenio nunca contrajo matrimonio, conservando así, según muchos, su propensión al ideal de vida religiosa.
Una de las nuevas posesiones austriacas después de la guerra de sucesión española fueron los llamados Países Bajos Austríacos, anteriormente españoles. Eugenio fue nombrado gobernador de esta área, y más tarde llegaría a ser regente de los Estados austriacos en Italia. Tan solo dos años después del final de la guerra contra Francia, Eugenio condujo los ejércitos austriacos durante la guerra austro-turca (1716-1718). Gracias a la Victoria de Peterwardein Hungría fue liberada de los turcos y la fortaleza de Belgrado fue conquistada por Eugenio el 22 de agosto de 1717, invadiéndolas con un inesperado puente sobre el dique. Esta victoria fue eternizada en la tradicional canción Prinz Eugen, der edle Ritter (Príncipe Eugenio, el noble caballero) y se conmemoró con la fundación de la cervecería Timişoreana. La batalla de Belgrado condujo al Tratado de Passarowitz. Este añadió temporalmente el norte de Serbia y Bosnia en la ribera del río Sava para la corona austriaca y terminó con las amenazas turcas a Viena de una vez por todas. En las postrimerías de su vida, Eugenio peleó en una última guerra, la guerra de sucesión polaca.
Eugenio murió de pulmonía en Viena en 1736, mientras dormía, después de una noche jugando a las cartas con su vieja amiga la condesa de Batthyany. Una leyenda afirma que un león del zoológico de su palacio murió esa misma noche. Está enterrado en la capilla de honor de la catedral de San Esteban de Viena.

## Legado
A su muerte, Eugenio era uno de los hombres más ricos de Europa. Al no haber contraído nunca matrimonio ni haber reconocido hijos, su fortuna pasó a su sobrina, la princesa María Ana Victoria de Saboya-Carignano, a la que nunca había conocido. La princesa vendió su extensa biblioteca al emperador austriaco, biblioteca que formó el núcleo de lo que es hoy en día la Biblioteca Nacional austriaca.
Las marinas de guerra de Inglaterra, Austria, Italia y Alemania han nombrado varios navíos en su honor, siendo así la única persona cuyo nombre fue dado a buques de guerra de cuatro escuadras diferentes. En la Primera Guerra Mundial el monitor británico HMS Prince Eugene, el acorazado austro-húngaro Prinz Eugen, siendo el más famoso el crucero pesado alemán Prinz Eugen de la Segunda Guerra Mundial. También llevaba este nombre la 7.ª División de Montaña SS Prinz Eugen; e igualmente el 33-Panzer-Regiment, perteneciente a la 9.ª División Panzer, fue redesignado con dicho nombre. También lleva su nombre el crucero ligero italiano Eugenio di Savoia.